# Eugenijus Ališanka

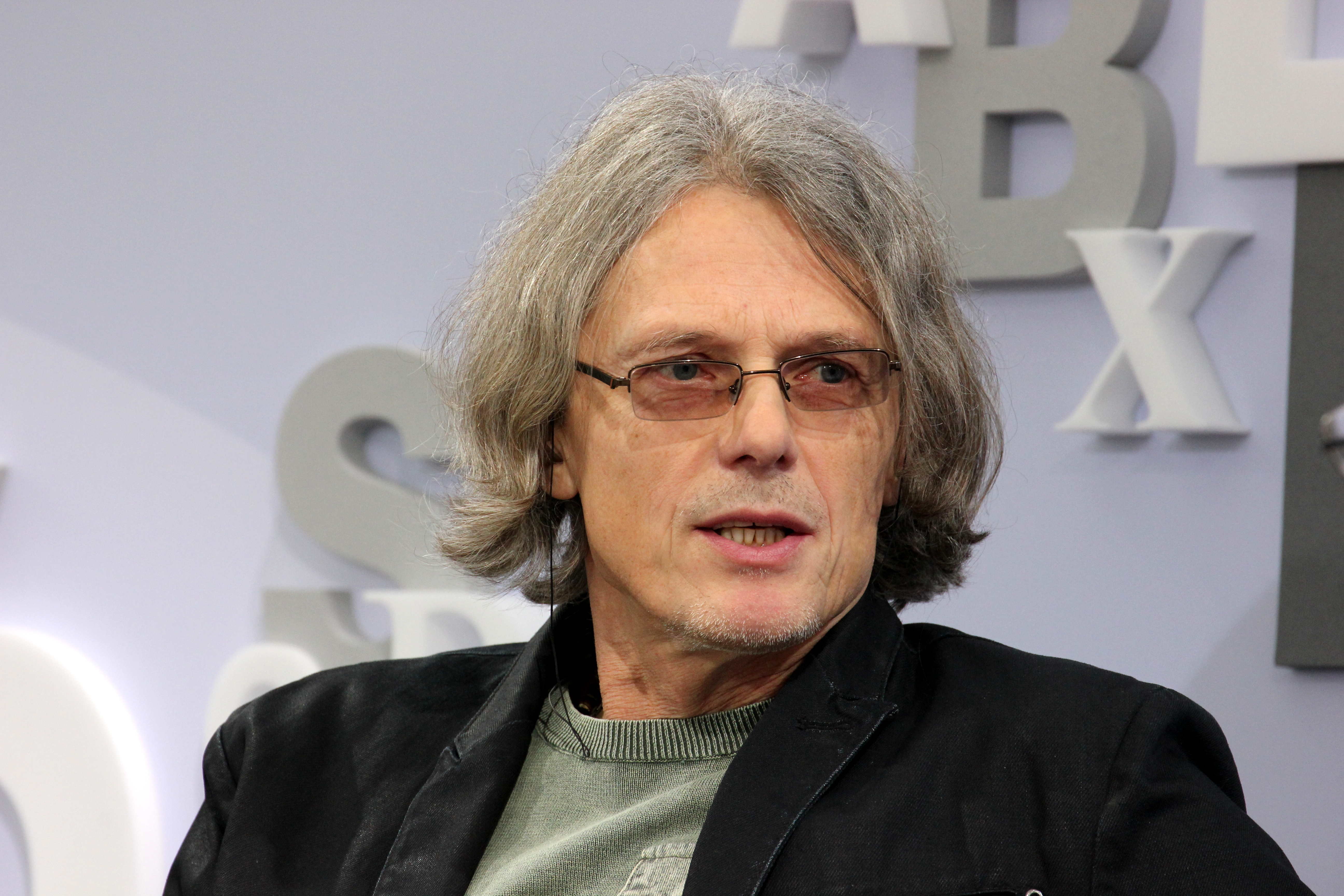
Eugenijus Ališanka auf dem Blauen Sofa der Leipziger Buchmesse 2017

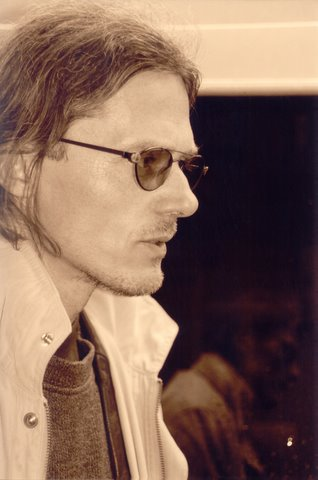
Eugenijus Ališanka (ohne Jahr)

Eugenijus Ališanka (* 22. Februar 1960 in Barnaul, Sowjetunion) ist ein litauischer Lyriker, Übersetzer und Essayist. Seit 2003 ist er Chefredakteur und Herausgeber der Vilnius Review, einer Zeitschrift, die zeitgenössische litauische Literatur in englischer Übersetzung veröffentlicht. Ališanka gilt als einer der wichtigsten zeitgenössischen Lyriker seines Landes.

## Leben und Werk
Eugenijus Ališanka wurde in Sibirien geboren, wohin seine Eltern verbannt worden waren. 1962 durften sie nach Litauen zurückkehren und Ališanka wuchs in Vilnius auf. Er studierte Mathematik an der Universität Vilnius und arbeitete danach als wissenschaftlicher Mitarbeiter am Institut für Kultur und Kunst. 
Während seiner Jugend erlebte Ališanka in Vilnius eine Realität geprägt von sozialen Auseinandersetzungen zwischen Straßen und Stadtvierteln, die immer wieder die Frage nach Zugehörigkeit und Identität aufwarf. Auch als Student der Mathematik in Vilnius, während seines Wehrdienstes, als Bürger der UdSSR und schließlich als Europäer und Osteuropäer wurde diese Frage immer wieder neu an ihn herangetragen. Sein Leben als Schriftsteller empfindet er als vergleichbar mit der aktuellen Situation Osteuropas, die für ihn gekennzeichnet ist durch „Unbestimmtheit der Region“, „eigenartige Unselbstständigkeit“ und „geopolitische und existenzielle Unwirklichkeit“. Die Frage nach der Identität nicht abschließend beantworten zu können, sondern diese als fließend zu erleben, als komplex und untrennbar verflochten mit den historischen, politischen und kulturellen Entwicklungen, scheint ihm durch seine Biographie in die Wiege gelegt worden zu sein und prägt auch sein Werk. Ališanka gehört nicht zu den vielfach kritisierten postmodernen Autoren, die „nichts zu sagen haben“, sondern vielmehr zeichnet er sich dadurch aus, dass er „nichts zu verkünden“ hat. Als poet on the road durchwandert er Europa ohne es vermessen zu wollen und findet in seiner individuellen Authentizität eine Sprache, deren Chiffren und Bilder in ihrer komplexen Universalität Ländergrenzen überschreitet.
1995–2002 war Ališanka Direktor für internationale Beziehungen beim Litauischen Schriftstellerverband und organisierte das Festival Poetry Spring. Seit 2003 ist er Chefredakteur der Vilnius Review. Außerdem übersetzte er eine Reihe Autoren aus dem Englischen, Russischen, Polnischen und Slowenischen (u. a. Zbigniew Herbert, Wisława Szymborska, Bernardine Evarist, Jerome Rothenberg, Aleš Debeljak). Teile seines Werks sind mittlerweile ins Englische, Französische, Polnische, Schwedische, Russische, Finnische und Deutsche übersetzt worden.

## Werke
- Miestelėnai (Die Städter, Bd. 1 1991, Bd. 2 1995, Bd. 3 1999)
- Lygiadienis (Äquinoktium 1991)
- Peleno miestas (Stadt aus Asche, City of Ash 1995)
- Vaizdijantis žmogus: sacrum sklaida kultūroje (Der darstellende Mensch: Die Saat des Sakralen in der Kultur 1998)
- Dievakaulis (Gottes Gebein 1999)
- iš neparašitų istorijų (Aus ungeschriebenen Geschichten 2002)
- Dioniso sugrįžimas. Chtoniškumas, postmodernizmas, tyla (2001, deutsch: Die Rückkehr des Dionysos, übersetzt von Klaus Berthel beim Athena-Verlag 2006)
- Exemplum (2007, übersetzt von Claudia Sinnig im Suhrkamp Verlag 2011)
- Baltische Adria (2010, zusammen mit Aleš Debeljak, übersetzt von Cornelius Hell und Ludwig Hartinger, Edition Tannhäuser)
- Risse. Streifzüge und Fluchtpunkte. Essays (2017, übersetzt von Claudia Sinnig im KLAK Verlag)

## Preise und Auszeichnungen
- Zigmas-Gėlė-Preis für das beste poetische Debüt des Jahres (1992)
- Stipendium beim International Iowa Writers Workshop an der University of Iowa (1995)
- Literaturpreis des Kulturministeriums der Republik Litauen für Die Rückkehr des Dionysos. Chthonisches, Postmodernismus, Stille
- Gast des DAAD und des internationalen Literaturfestivals Berlin (2006)